# Robert Clatworthy
William Robert Clatworthy (* 31. Dezember 1911 in Illinois; † 2. März 1992 in La Cañada Flintridge, Kalifornien) war ein US-amerikanischer Filmarchitekt.

## Leben
Clatworthy begann nach seiner Ausbildung seine filmische Laufbahn im Alter von 21 Jahren. 1943 rückte er bei den Universal Studios zum Chefarchitekten auf und arbeitete bei seinen frühen Filmen unter anderem für die Regisseure Charles Lamont und Robert Siodmak. In den 1950er Jahren wirkte er an mehreren Western mit, bevor er 1956 für Douglas Sirks In den Wind geschrieben die Bauten schuf. Im darauf folgenden Jahr arbeitete er für Orson Welles an Im Zeichen des Bösen. Seine Karriere erhielt einen Schub durch die Zusammenarbeit mit Alfred Hitchcock. Für dessen Thriller Psycho erhielt Clatworthy 1961 seine erste Oscar-Nominierung.
In den 1960er Jahren drehte er mehrfach mit Doris Day, Ein Pyjama für zwei (1961), Schick mir keine Blumen (1964) sowie Ein Hauch von Nerz (1962), für den er seine zweite Oscar-Nominierung erhielt. Den Oscar nahm er schließlich 1966 für seine Mitarbeit an Stanley Kramers Das Narrenschiff (1965) entgegen; weitere Nominierungen erhielt er für Verdammte, süße Welt (1965) und  Rate mal, wer zum Essen kommt (1967). Clatworthy arbeitete nur selten für das Fernsehen, zu den Ausnahmen zählten unter anderem neun Folgen der Westernserie Tausend Meilen Staub 1959 sowie sieben Folgen von Disneyland zwischen 1963 und 1964. In den 1970er Jahren arbeitete er seltener und zog sich nach seinem letzten Film Ein anderer Mann – eine andere Frau 1977 aus dem Filmgeschäft zurück.

## Filmografie (Auswahl)
- 1944: Zeuge gesucht (Phantom Lady)
- 1944: Weihnachtsurlaub (Christmas Holiday)
- 1944: Das Lied des goldenen Westens (Can’t Help Singing)
- 1945: Die Dame im Zug (Lady on a Train)
- 1945: Die Liebe unseres Lebens (This Love of Ours)
- 1946: Ich sing’ mich in dein Herz hinein (Because of Him)
- 1946: Die Ausreißerin (The Runaround)
- 1947: Mädchen für Hollywood (Variety Girl)
- 1950: I Was a Shoplifter
- 1950: Dein Leben in meiner Hand (Woman in Hiding)
- 1950: Ohne Skrupel (Shakedown)
- 1951: Trommeln des Todes (Apache Drums)
- 1952: Fluch der Verlorenen (Horizons West)
- 1952: Menschenjagd in San Francisco (The San Francisco Story)
- 1952: Aus Liebe zu Dir (Because of You)
- 1954: Der blaue Mustang (Black Horse Canyon)
- 1955: Das Haus am Strand (Female on the Beach)
- 1955: Zur Hölle und zurück (To Hell and Back)
- 1956: In den Wind geschrieben (Written on the Wind)
- 1957: Die unglaubliche Geschichte des Mister C. (The Incredible Shrinking Man)
- 1957: Die Uhr ist abgelaufen (Night Passage)
- 1958: Im Zeichen des Bösen (Touch of Evil)
- 1960: Alle lieben Pollyanna (Pollyanna)
- 1960: Psycho
- 1960: Mitternachtsspitzen (Midnight Lace)
- 1961: Die Vermählung ihrer Eltern geben bekannt (The Parent Trap)
- 1961: Ein Pyjama für zwei (Lover Come Back)
- 1962: Ein Hauch von Nerz (That Touch of Mink)
- 1964: Zwei erfolgreiche Verführer (Bedtime Story)
- 1964: Schick mir keine Blumen (Send Me No Flowers)
- 1964: Treffpunkt für zwei Pistolen (Invitation to a Gunfighter)
- 1965: Das Narrenschiff (Ship of Fools)
- 1965: Verdammte, süße Welt (Inside Daisy Clover)
- 1967: Rate mal, wer zum Essen kommt (Guess Who’s Coming to Dinner)
- 1968: Zärtlich schnappt die Falle zu (How to Save a Marriage and Ruin Your Life)
- 1969: Das Geheimnis von Santa Vittoria (The Secret of Santa Vittoria)
- 1969: Die Kaktusblüte (Cactus Flower)
- 1972: Schmetterlinge sind frei (Butterflies Are Free)
- 1975: Der einsame Job (Report to the Commissioner)
- 1975: Zwischen Zwölf und Drei (From Noon till Three)
- 1976: Car Wash – Der ausgeflippte Waschsalon
- 1977: Ein anderer Mann – eine andere Frau (Un autre homme, une autre chance)

## Auszeichnungen
- 1961: Oscar-Nominierung für Psycho
- 1963: Oscar-Nominierung für Ein Hauch von Nerz
- 1966: Oscar für Das Narrenschiff
- 1966: Oscar-Nominierung für Verdammte süße Welt
- 1968: Oscar-Nominierung für Rate mal, wer zum Essen kommt